# لیر (بلژیک)
شهر لیر (به فرانسوی: Lier) در شهرستان مشلان در استان آنتوئر در منطقه فلاندری در کشور بلژیک واقع شده‌است.

## نگارخانه

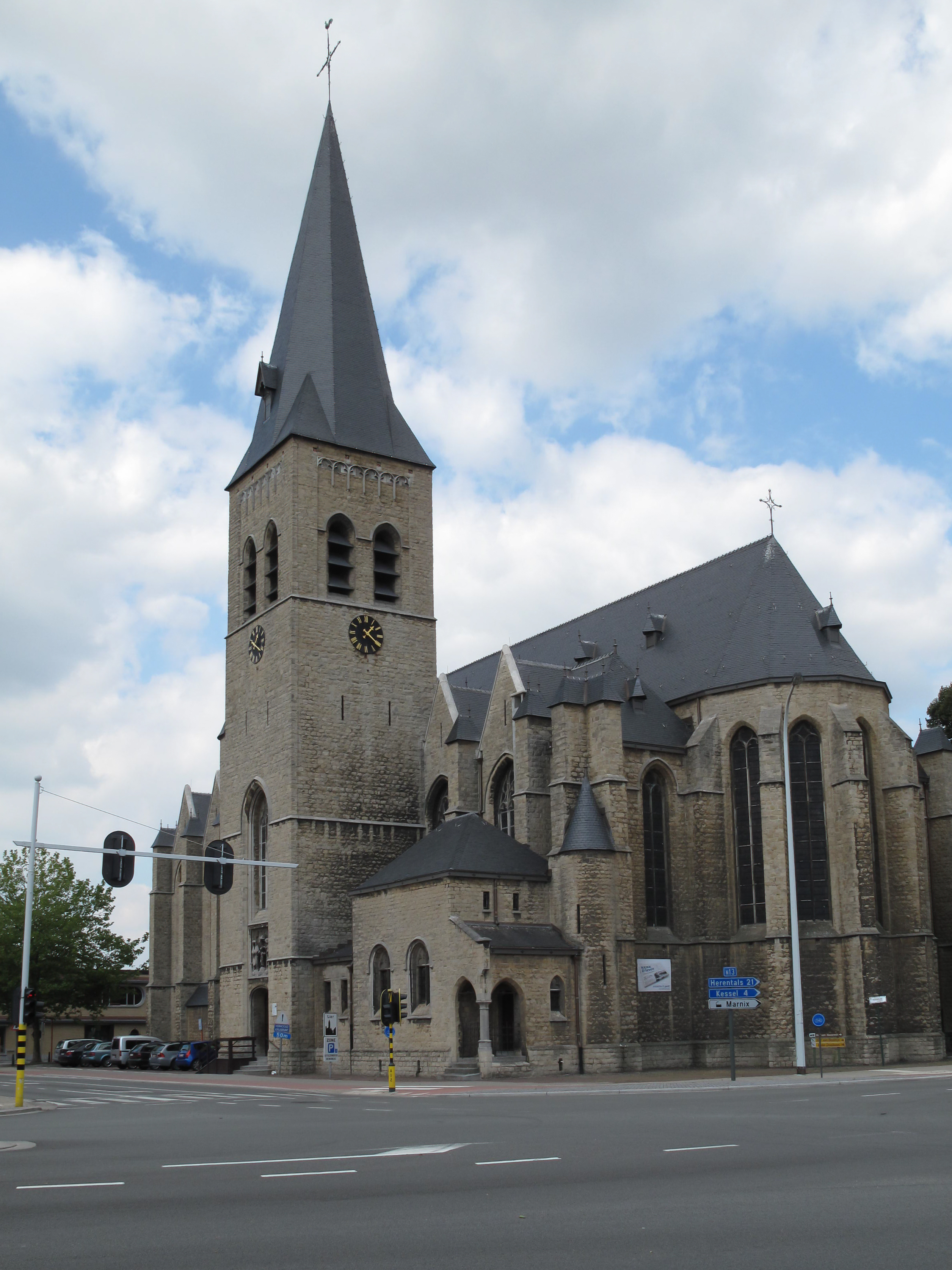
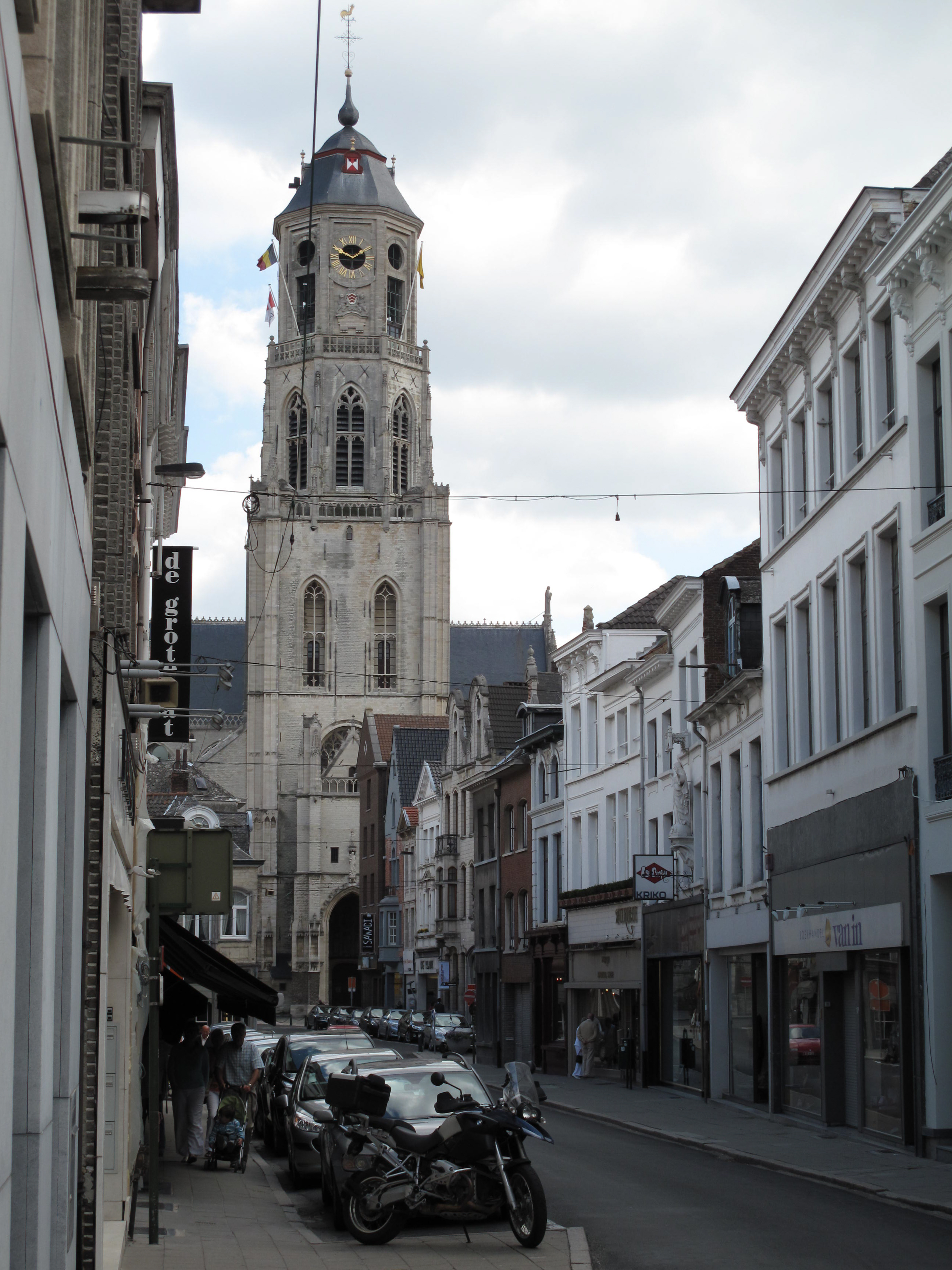
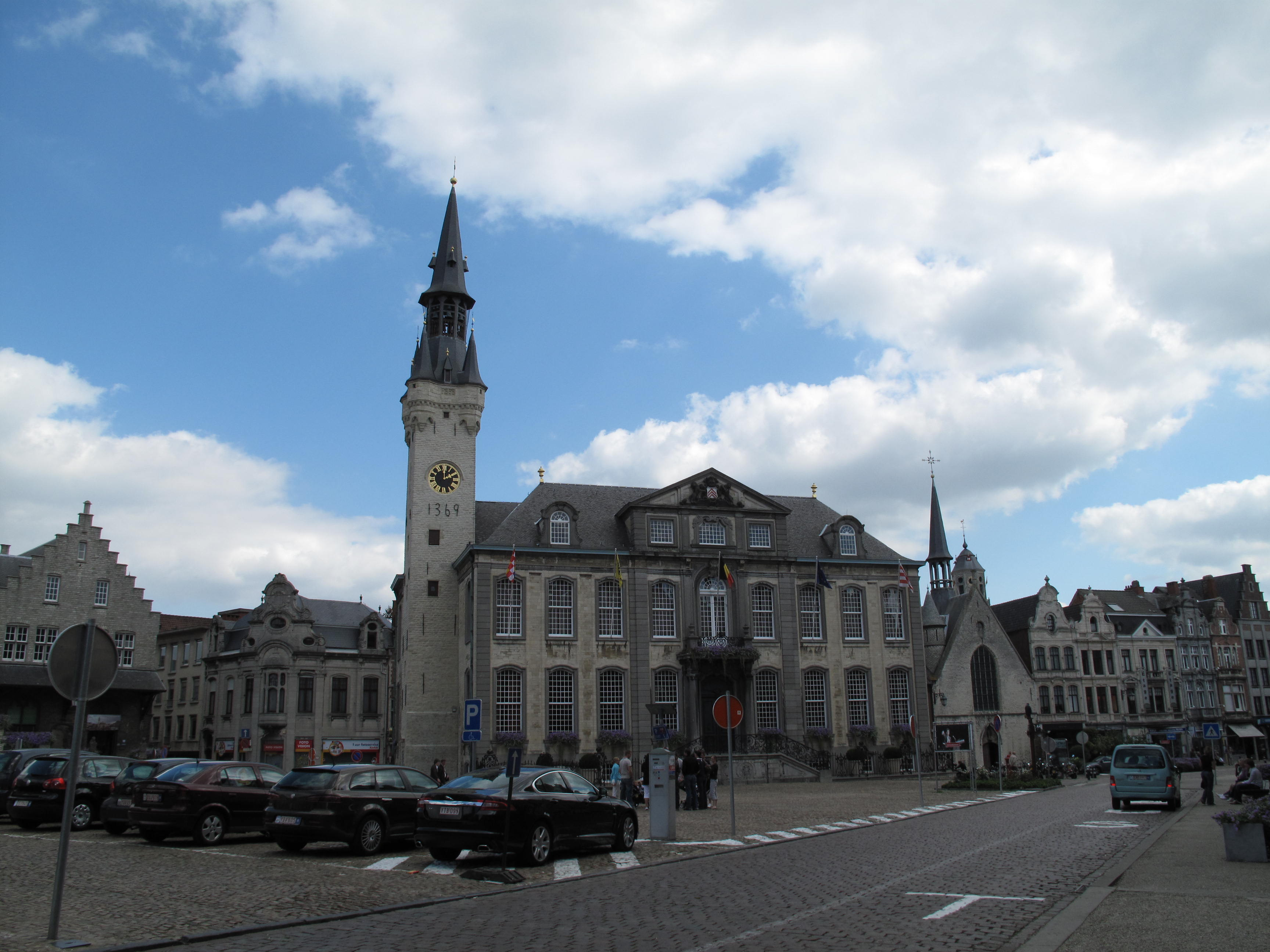
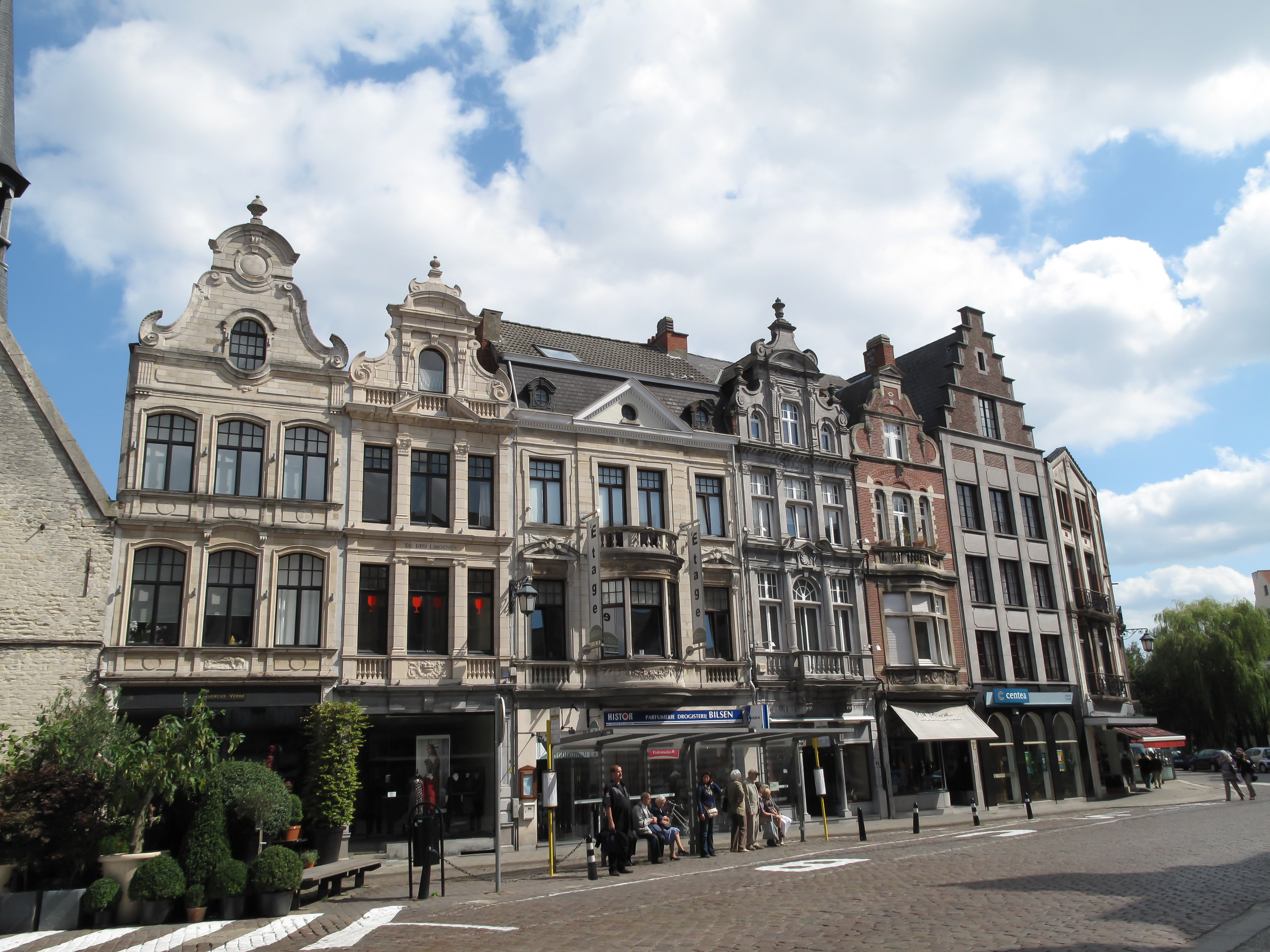